# Liste der Stolpersteine in Hamburg-Blankenese
Die Liste der Stolpersteine in Hamburg-Blankenese enthält alle Stolpersteine, die im Rahmen des gleichnamigen Kunst-Projekts von Gunter Demnig in Hamburg-Blankenese verlegt wurden. Mit ihnen soll Opfern des Nationalsozialismus gedacht werden, die in Hamburg-Blankenese lebten und wirkten.
Diese Seite ist Teil der Liste der Stolpersteine in Hamburg, da diese mit insgesamt 7139 (Stand: März 2025) Steinen zu groß würde und deshalb je Stadtteil, in dem Steine verlegt wurden, eine eigene Seite angelegt wurde.
| Adresse                       | Person(en)                           | Inschrift | Bilder | Anmerkung |
| ----------------------------- | ------------------------------------ | --- | ------ | --- |
| Blankeneser Hauptstraße 56 ·  | Sophie Rahel Jansen geb. Schlossmann | Hier wohnte Sophie Rahel Jansen geb. Schlossmann Jg. 1862 Freitod 17.7.1942                                                                                          |        | Eintrag auf stolpersteine-hamburg.de |
| Blankeneser Landstraße 90 ·   | Waldemar Freundlich                  | Hier wohnte Waldemar Freundlich Jg. 1879 Flucht 1938 Holland interniert Westerbork deportiert 1942 Auschwitz ermordet 30.9.1942                                      |        | Eintrag auf stolpersteine-hamburg.de |
| Bremers Weg 4 ·               | Pauline Heller                       | Hier wohnte Pauline Heller Jg. 1864 deportiert 1942 ermordet 4.8.1942 Theresienstadt                                                                                 |        | Eintrag auf stolpersteine-hamburg.de |
| Caprivistraße 53 ·            | Lothar Buchbinder                    | Hier wohnte Lothar Buchbinder Jg. 1888 Flucht 1940 Frankreich interniert Drancy deportiert Sobibor Majdanek ermordet                                                 |        | Eintrag auf stolpersteine-hamburg.de |
| Dormienstraße 7 ·             | Karl Stern                           | Dr. Karl Stern Jg. 1883 Selbstmord 21.2.1935 im Amtsgericht |        | Eintrag auf stolpersteine-hamburg.de |
| Erik-Blumenfeld-Platz 15 ·    | Hedwig Alexander geb. Grundmann      | Hier wohnte Hedwig Alexander geb. Grundmann Jg. 1877 ermordet am 15.2.1943 in Theresienstadt                                                                         |        | Eintrag auf stolpersteine-hamburg.de |
| Erik-Blumenfeld-Platz 15 ·    | Walter Bismarck Alexander            | Hier wohnte Dr. Walter Bismarck Alexander Jg. 1871 deportiert 1942 Theresienstadt tot am 6.12.1942                                                                   |        | Eintrag auf stolpersteine-hamburg.de |
| Godeffroystraße 38 (eh. 42) · | Ilse Silbermann                      | Hier wohnte Ilse Silbermann Jg. 1920 deportiert 1942 Auschwitz ermordet 13.7.1942                                                                                    |        | Eintrag auf stolpersteine-hamburg.de wurde im Juli 2020 ausgetauscht (vorheriger Stein)                                                                                |
| Hasenhöhe 95 ·                | Alma del Banco                       | Hier wohnte Alma del Banco Jg. 1862 Freitod 8.3.1943 |        | Eintrag auf stolpersteine-hamburg.de Derzeit unauffindbar |
| Kahlkamp 1a ·                 | Josef Feiner                         | Hier wohnte Josef Feiner Jg. 1863 Freitod 11.3.1938 |        | Eintrag auf stolpersteine-hamburg.de |
| Kösterbergstraße 42 ·         | Selma Berend geb. Lichtenstein       | Hier wohnte Selma Berend geb. Lichtenstein Jg. 1884 deportiert 1941 ermordet in Minsk                                                                                |        | Eintrag auf stolpersteine-hamburg.de |
| Mühlenberger Weg 18 ·         | Wilhelm Güttler                      | Hier wohnte Dr. Wilhelm Güttler Jg. 1884 verhaftet 1937 eingewiesen 'Heilanstalt' Langenhorn ermordet 15.5.1938                                                      |        | Eintrag auf stolpersteine-hamburg.de |
| Oesterleystraße 27 ·          | Bruno Nehmert                        | Hier lehrte Dr. Bruno Nehmert Jg. 1897 verhaftet 1944 'staatsfeindliche Betätigung' Zuchthaus Fuhlsbüttel 1945 KZ Neuengamme Todesmarsch Bergen-Belsen tot 14.4.1945 |        | Eintrag auf stolpersteine-hamburg.de Stolperstein liegt vor dem Haupteingang zum Gymnasium Blankenese. Ein weiterer Stolperstein befindet sich in Hamburg-Harvestehude |
| Oesterleystraße 77 ·          | Ludmilla Nividowa                    | Ludmilla Nividowa geb 12.10.1944 Frauenklinik Finkenau 'verlegt' 23.10.1944 Krankenhaus Anlage Wintermoor ermordet 5.1.1945                                          |        | Eintrag auf stolpersteine-hamburg.de |
| Oesterleystraße 77 ·          | Maria Nividowa                       | Hier arbeitete Maria Nividowa Jg. 1925 Polen seit Feb. 1944 Zwangsarbeit Privathaushalt Schicksal unbekannt                                                          |        | Eintrag auf stolpersteine-hamburg.de |
| Panzerstraße 14 ·             | Jacob Lurie                          | Hier wohnte Jacob Lurie Jg. 1864 Selbstmord 31.12.1938 |        | Eintrag auf stolpersteine-hamburg.de |
| Propst-Paulsen-Straße 1 ·     | Paul Drucker                         | Hier wohnte Paul Drucker Jg. 1863 deportiert 1942 Theresienstadt ermordet 10.8.1942                                                                                  |        | Eintrag auf stolpersteine-hamburg.de |
| Potosistraße 31 ·             | Hans Teppich                         | Hier wohnte Dr. Hans Teppich Jg. 1890 'Schutzhaft' 1943 KZ Fuhlsbüttel deportiert 1943 Theresienstadt 1944 Auschwitz ermordet 31.10.1944                             |        | Eintrag auf stolpersteine-hamburg.de |
| Richard-Dehmel-Straße 1 ·     | Ida Dehmel geb. Coblenz              | Hier wohnte Ida Dehmel geb. Coblenz Jg. 1870 Freitod 29.9.1942 |        | Eintrag auf stolpersteine-hamburg.de Ein weiterer Stolperstein befindet sich in Bingen am Rhein.                                                                       |
| Richard-Dehmel-Straße 1 ·     | Irene Hess geb. Steinthal            | Hier wohnte Irene Hess geb. Steinthal deportiert 1942 ermordet 15.4.1943 Theresienstadt                                                                              |        | Eintrag auf stolpersteine-hamburg.de |
| Richard-Dehmel-Straße 1 ·     | Peter Hess                           | Hier wohnte Peter Hess Jg. 1908 deportiert 1942 Theresienstadt Auschwitz ???                                                                                         |        | Eintrag auf stolpersteine-hamburg.de |
| Richard-Dehmel-Straße 1 ·     | Lina Wolff                           | Hier wohnte Lina Wolff Jg. 1892 deportiert 1941 Łodz ermordet |        | Eintrag auf stolpersteine-hamburg.de |
| Rissener Landstraße 24 ·      | Ernst Moritz Rappolt                 | Hier wohnte Dr. Ernst Moritz Rappolt Jg. 1868 Freitod 9.4.1942 |        | Eintrag auf stolpersteine-hamburg.de Ein weiterer Stolperstein befindet sich in Hamburg-Altstadt.                                                                      |
| Rissener Landstraße 127 ·     | Betti Frank geb. Levi                | Hier wohnte Betti Frank geb. Levi Jg. 1894 deportiert 1942 Theresienstadt 1944 Auschwitz ermordet                                                                    |        | Eintrag auf stolpersteine-hamburg.de |
| Rissener Landstraße 127 ·     | Siegfried Frank                      | Hier wohnte Siegfried Frank Jg. 1892 deportiert 1942 Theresienstadt 1944 Auschwitz ermordet                                                                          |        | Eintrag auf stolpersteine-hamburg.de |
| Rissener Landstraße 127 ·     | Harriet Nussbaum                     | Hier wohnte Harriet Nussbaum Jg. 1883 deportiert 1941 Ghetto Minsk ermordet                                                                                          |        | Eintrag auf stolpersteine-hamburg.de |
| Rissener Landstraße 127 ·     | Frieda Rosenbaum geb. Nachum         | Hier wohnte Frieda Rosenbaum geb. Nachum Jg. 1906 deportiert 1941 Łodz 1942 weiterdeportiert ermordet                                                                |        | Eintrag auf stolpersteine-hamburg.de |
| Rissener Landstraße 127 ·     | Walter Rosenbaum                     | Hier wohnte Walter Rosenbaum Jg. 1880 deportiert 1941 Łodz ermordet                                                                                                  |        | Eintrag auf stolpersteine-hamburg.de |
| Strandweg 4 ·                 | Julius Asch                          | Julius Asch Jg. 1875 Freitod 2.1.1939 |        | Eintrag auf stolpersteine-hamburg.de Weitere Stolpersteine befinden sich in Hamburg-Altstadt und Hamburg-Neustadt                                                      |
| Sülldorfer Kirchenweg 34 ·    | Johanna Friedländer geb. Ucko        | Hier wohnte Johanna Friedländer geb. Ucko Jg. 1887 deportiert 1942 ermordet in Auschwitz                                                                             |        | Eintrag auf stolpersteine-hamburg.de |
| Sülldorfer Kirchenweg 34 ·    | Isidor Salomon                       | Hier wohnte Isidor Salomon Jg. 1869 deportiert 1942 Theresienstadt tot 21.9.1942 Treblinka                                                                           |        | Eintrag auf stolpersteine-hamburg.de |
| Sülldorfer Kirchenweg 34 ·    | Max Salomon                          | Hier wohnte Max Salomon Jg. 1904 deportiert 1943 Auschwitz ermordet 24.3.1943                                                                                        |        | Eintrag auf stolpersteine-hamburg.de |
| Wilmans Park 4 ·              | Gustav Levy                          | Hier wohnte Gustav Levy Jg. 1883 1942–43 KZ Fuhlsbüttel deportiert 1943 Auschwitz ???                                                                                |        | Eintrag auf stolpersteine-hamburg.de |